# Pandemia de COVID-19 na Namíbia
A pandemia de coronavírus 2019-2020 se espalhou para a Namíbia, com os primeiros casos confirmados anunciados em 14 de março de 2020  pelo ministro namibiano da Saúde e Serviços Sociais Kalumbi Shangula.

## Linha do tempo
Em 14 de março, a Namíbia relatou seus primeiros casos de COVID-19, causados por SARS-CoV-2 . Foi confirmada a doença em um casal romeno que chegou a Windhoek da Espanha via Doha, Qatar, em 11 de março. Eles haviam sido testados na chegada ao Aeroporto Internacional Hosea Kutako, mas não apresentavam sintomas naquele momento.
Em uma primeira reação do governo no mesmo dia, as viagens aéreas de e para Catar, Etiópia e Alemanha foram suspensas por 30 dias. Todas as escolas públicas e privadas foram fechadas por um mês e grandes reuniões foram proibidas. Isso incluiu celebrações pelo 30º aniversário da independência da Namíbia, que acontece em 21 de março. Bibliotecas, museus e galerias de arte também foram fechadas.
Em 17 de março, o presidente Hage Geingob declarou estado de emergência . A proibição de grandes reuniões foi especificada para se aplicar a 50 ou mais pessoas.
O Ministério da Saúde e Serviços Sociais (MoHSS) confirmou um terceiro caso de COVID-19 em 19 de março de 2020. Um cidadão alemão de 61 anos de idade, que chegou à Namíbia em 13 de março, permanece isolado e está em condições estáveis. O MoHSS disse que está acompanhando ativamente todos os contatos dessa pessoa para garantir a quarentena e o monitoramento adequados dos sintomas.

## Impacto
Foi noticiado que o avanço da pandemia na Namíbia, além dos impactos sanitários, afetou negativamente a economia. A expectativa de que a doença vai se alastrar no país, como tem ocorrido no continente africano como um todo, levou comércios a fecharem. Medidas foram tomadas por empresas para prevenir a aceleração do contágio; essas medidas incluem o banimento de viagens e políticas organizacionais de cuidado e higiene.